# Agytörzs

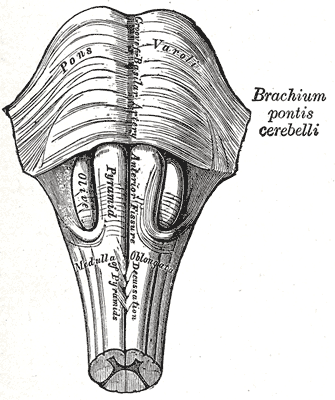
A híd és a nyúltvelő ventrális felszíne

Az agytörzs (latinul truncus cerebri) az idegrendszernek viszonylag kisméretű, de működésileg életfontosságú része. Életfontosságú jelentősége egyrészt abból következik, hogy viszonylag kis területen sok agyidegi mag helyezkedik el, amelyek az agytörzsön végighúzódó hálózatos állomány formatio reticularis neuronjainak közvetítésével fontos reflexközpontokat képeznek, és ezeknek kisebb sérülése is életveszélyes lehet. Fontosabb reflexek: a köhögési, a tüsszentési, a szájpadi, a garati, a szopási, a nyelési, a hányási, a nyálelválasztási, a szemhéjzárási reflexek. Sajátos agytörzsi reflexív a rágóizmok saját reflexe. Az előbbieken kívül az agytörzs hangolja össze a testtartás beállításáért felelős összetettebb reflexmechanizmusokat a vestibularis [VIII.] idegmagvakhoz kapcsolódó rendszer segítségével. Másrészt az agytörzs hálózatos állományában van két létfontosságú központi terület: a vérkeringést szabályozó vazomotor, és a légzést vezérlő légzőközpontok rendszere.

## Az agytörzs részei

A nyúltvelő térbeli helyzete (animáció)

Az agytörzset a nyúltvelő (medulla oblongata), a híd (pons) és a középagy (mesencephalon) alkotja. Jelen leírás alapján háromdimenziós képet alkothatunk önmagunknak az agytörzs külső és belső szerkezetéről, valamint megismerhetjük életfontos működéseit. A hátsó koponyagödörben helyezkedik el. Alakilag kocsányszerű képződmény, a vékony gerincvelőt a nagy kiterjedésű előaggyal köti össze. Az agytörzs kiterjedt funkciói három fő csoportba sorolhatók: (a) átjáróként szolgál azon felszálló és leszálló pályák számára, amelyek a gerincvelőt összekötik az előagy különböző részeiben lévő magasabb idegi központokkal; (b) olyan fontos reflexek központjait tartalmazza, amelyek összefüggenek (a légzés, a vérkeringés és a tudatállapot szabályozásában; és (c) a [III.]-[VI.] agyidegek fontos magjai helyezkednek el benne.

## A nyúltvelő makroszkópiája
(medulla oblongata)

A nyúltvelő összeköti a fölötte elhelyezkedő hidat az alatta lévő gerincvelővel. A nyúltvelő kúpos alakú, felfelé haladva erősen megvastagodik. A gerincvelő központi csatornája (canalis centralisa) felfelé folytatódik a nyúltvelő alsó felében; annak felső felében kitágulva átmegy a negyedik agykamra (ventriculus quarti) üregébe. A nyúltvelő  elülső felszínének középvonalában megtalálható az a bemetszés, amely lefelé a gerincvelő elülső-középső hasadékába (fissura mediana anterior) folytatódik. A (fissura mediana) mindkét oldalán egy-egy kidomborodás van, ezeknek a neve pyramis. A pyramisokat idegrostok kötegei, az akaratlagos mozgatópálya, a (tractus corticospinalis) rostjai alkotják, amelyek összekötik az agykéreg mozgató mezőit a gerincvelő elülsőszarvi nagy mozgató sejtjeivel. A pyramisok lefelé elkeskenyednek, alsó végüknél a corticospinalis rostok átkereszteződnek, ez a pyramis kereszteződés (decussatio pyramidum). A pyramisoktól posterolateralisan találhatók az olivák (oliva = olajbogyó), amelyek olyan ovális kiemelkedések, amelyeket az alattuk elhelyezkedő magok (idegsejtcsoportok) (nuclei olivares inferiores) domborítanak ki. A pyramis és az oliva közötti barázdában (sulcus parolivaris medialis) lépnek elő a (nervus hypoglossus) [XII.] eredő gyökérszálai. Az olivák mögött vannak a alsó kisagykarok (pedunculi cerebellares inferiores), amelyek a nyúltvelőt a kisaggyal kötik össze. Az oliva és az alsó kisagykarok (pedunculus cerebellaris inferior vagy corpus restiforme) között barázdában (sulcus parolivaris lateralis) lépnek ki a (nervus glossopharyngeus) [IX.] és a nervus vagus [X.] gyökerei, valamint a nervus accessorius [XI.] vagusból eredő gyökere (radix cranialis). A nyúltvelő felső, nyílt részének hátsó felszíne képezi a negyedik agykamra aljzatának (fossa rhomboidea) alsó felét, ezen a területen található a trigonum nervi hypoglossi mediálisabban, a trigonum nervi vagi laterálisabban, illetve ezekben a megfelelő agyidegek magjai. A negyedik agykamra alsó vége (obex) írótollhegyszerűen (calamus scriptorius) megy át a gerincvelő központi csatornájába (canalis centralis). A nyúltvelő alsó, zárt részének hátsó felszíne a gerincvelő hátsó felszínébe folytatódik, és megtalálható rajta a hátsó középső barázda (sulcus medianus posterior), a fasciculus gracilis tompa végződése (tuberculum gracile), a fasciculus cuneatus tompa végződése (tuberculum cuneatum) illetve az őket elválasztó barázda (sulcus intermedius posterior).

## A nyúltvelő belső szerkezete

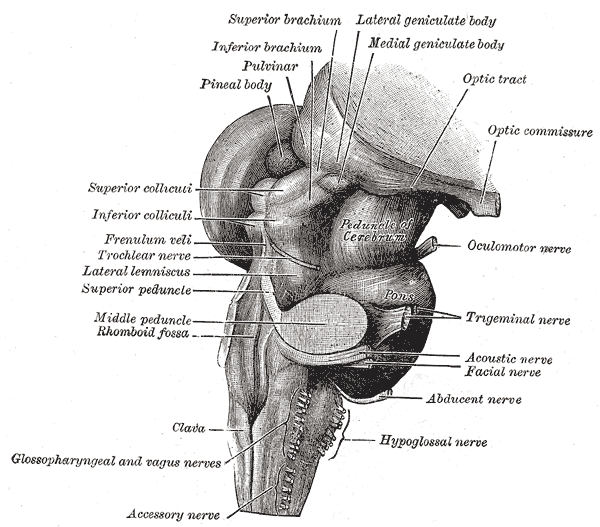
Az agytörzs hátulról-oldalról nézve

Mint a gerincvelő, a nyúltvelő is szürkeállományból és fehérállományból áll, azonban keresztmetszeteit vizsgálva nyilvánvaló, hogy a gerincvelőhöz képest ezek az állományok rendkívüli mértékben átrendeződtek, sőt elrendeződésük a nyúltvelő különböző szintjein is eltérőek. A nyúltvelő fehérállományán áthaladnak a gerincvelőt a felsőbb központokkal összekötő fel- és leszálló pályarendszerek. A felszállók közül itt kapcsolódik át a hátsó kötegi érző pályarendszer a másodrendű neuronokra. A másodrendű neuronok sejttesteinek csoportja kis kiemelkedést okoz a nyúltvelő hátsó felszínén. Az innen kiinduló rostok alkotják a hurokpályát (lemniscus), amelynek kétoldali rostkötegei itt kereszteződnek. A leszálló piramispálya kereszteződése a nyúltvelő és gerincvelő határán van az elülső felszínen. A kisagy és az oliva neuronjainak pályarendszerei szintén áthaladnak a nyúltvelőn. Itt futnak a halló- és egyensúlyérző rendszer cochlearis és vestibularis magjainak pályái. A gerincvelő szürke állományának hátsó oszlopában lévő Rolando-állomány (substantia gelatinosa) folytatódik a háromosztatú agyideg (nervus trigeminus) [V.] gerincvelőbe leszálló magjába (nucleus tractus spinalis nervi trigemini). A nyúltvelőben lévő agyidegmagok: (nuclei vestibularis lateralis et nuclei cochleares) [VIII.], (nucleus spinalis nervi trigemini) [V.], (nucleus nervi accessorii) [XI.], (nucleus nervi hypoglossi) [XII.]. Sajátos szerkezetű, de igen fontos működésű a formatio reticularis (hálózatos állomány), amelyet idegrostoknak és idegsejtek kis csoportjainak laza hálózata alkot, mélyen az olajkamag (nucleus olivaris) mögött helyezkedik el. A nyúltvelőben a formatio reticularisnak csak kis részlete található meg, további részei a hídban és a középagyban helyezkednek el összefüggő rendszert képezve.

## A híd makroszkópiája
(pons)

A híd a kisagy (cerebellum) előtt helyezkedik el és a nyúltvelőt a középaggyal köti össze. Nevét elölnézeti alakjáról kapta, amely egy a jobb és bal oldali kisagyféltekéket összekötő régimódi kőhídra emlékeztet. Ugyanakkor valójában ez csak makroszkóposan tűnik így, mivel a kisagyféltekék között nincs olyan összekötő struktúra, mint amilyen a kérgestest (corpus callosum) a nagyagyféltekék között. Az elülső felszíne haránt irányban domború, és rajta sok, az egyik oldalról a másikra futó rost (fibrae pontis transversae) látható, amelyek összetérve a középső kisagykarokat (pedunculus cerebellaris medius) alkotják. A középvonalban egy sekély barázda, a (sulcus basilaris) található, amelybe az alapi artéria (arteria basilaris) fekszik bele. Mindkét oldalon a híd elülső-oldalsó felszínén lép elő a nervus trigeminus [V.] Az ideg egy kisebb, medialis (motoros), és egy nagyobb lateralis (érző) részből áll. A híd és a nyúltvelő közötti barázdában lépnek elő, a medialis oldalról lateralis oldal felé haladó sorrendben, a nervus abducens [VI.], a nervus facialis [VII.] és a nervus vestibulocochlearis (statoacusticus) [VIII.] agyidegek. A híd hátsó felszínét a kisagy takarja. A negyedik agykamra aljzatának, a rombuszároknak (fossa rhomboidea) felső részét alkotja; ez a rész háromszög alakú. A hátsó felszínt oldalról a felső kisagykarok (pedunculi cerebellares superiores) határolják, és a középsíki árok (sulcus medianus posterior) két szimmetrikus félre osztja. A középsíki árok (sulcus medianus posterior) két oldalán egy hosszúkás kiemelkedés, a belső oldali kiemelkedés (eminentia medialis) húzódik, melyet oldalról egy sekély barázda (sulcus limitans) határol. Az eminentia medialison található a colliculus facialis, amelyben a távolító ideg [VI.] magja és az arcideg [VII.] belső térde (genu internum) található. A rombuszárok hídi részén találjuk a locus coeruleust is, amely noradrenalint termel.

## A híd belső szerkezete
A jobb leírhatóság érdekében a hídban általában megkülönböztetünk egy hátsó részt (tegmentum), és egy elülső (pars basalis) részt, amelyet az előbbi résztől a hallópálya rendszeréhez tartozó rostköteg (corpus trapezoideum) harántul futó rostjai választanak el. A hídon áthaladó hosszú pályák az idegrendszer alsóbb és fölsőbb szintjeinek összeköttetésére szolgálnak. A híd saját pályái közül a következők emelhetők ki: A belső hosszanti köteg (fasciculus longitudinalis medialis) a negyedik agykamra aljzata (fossa rhomboidea) alatt van a középsík mindkét oldalán. Ez a fő pálya, amelyik összeköttetést teremt az egyensúlyi és hallóideg [VIII.] magjai, valamint a külső szemizmokat beidegző agyidegek (nervus oculomotorius) [III.], (trochlearis) [IV.], (abducens) [VI.] magjai között. A trapéztestet (corpus trapezoideum) olyan rostok alkotják, amelyek a (cochlearis) magokból és a (corpus trapezoideum) magjaiból származnak. A híd elülső része (pars basilaris) pontis a hídi magok (nuclei pontis) nevű, kisebb sejtcsoportokat tartalmazza. Az agykéregből leszálló rostok végződnek rajtuk. A hídi magok neuronjainak axonjai adják a híd haránt rostkötegeit (fibrae transverseae), amelyek átkereszteződnek a középsíkon és a középső kisagykaron át a kisagyba jutnak, ahol a kisagyféltekében oszlanak szét. Ez az agykérget a kisagykéreggel összekötő fő útvonal. A felső kisagykar (pedunculus cerebellaris superior) a gerincvelőben felszálló egyik kisagyi pálya (tractus spinocerebellaris anterior) kisagyhoz vezető összeköttetése. A hídban található agyidegmagvak: nucleus nervi facialis [VII.], nucleus nervi abducentis [VI.], nucleus vestibularis medialis [VIII.], nuclei cochleares posteriores et anteriores [VIII.], nucleus et tractus spinalis nervi trigemini [V.] (fájdalomérző mag), nucleus motorius nervi trigemini [V.] (a rágóizmokat beidegző mag), nucleus principalis sensorius nervi trigemini [V.] (általános érző mag).

## A középagy makroszkópiája
(mesencephalon)

A középagy kb. 2 cm hosszú, a hidat és a kisagyat az előaggyal köti össze. Hossztengelye előredől (60 fokra), a kisagysátor (tentorium cerebelli) csúcsíves nyílásán (incisura tentorii) keresztül száll föl. A középagyban végighúzódik egy szűk nyílás az (aqueductus cerebri) (Sylvius-féle csatorna). A hátulsó felszínén emelkedik ki a négy ikertest (colliculus; corpora quadrigemina). Az ikertestek (colliculi) gömbölyded dudorok, amelyeket a közöttük lévő hosszanti és haránt barázdák választanak el felső és alsó párra. A felső ikertestek a látási reflexek központjai, az alsó ikertestek pedig alsóbb hallási központok. Az alsó ikertestek alsó széleinél lépnek elő az igen vékony sodoridegek (nervi trochleares) [IV.] (az egyetlen pár agyideg, amely az agytörzs hátulsó felszínén lép ki!), majd előre haladva belépnek a szivacsos vénás öböl (sinus cavernosus) oldalsó falába. A középagy oldalán húzódnak elülső-oldalsó irányba a felső és az alsó ikerkarok (brachium colliculi superior et inferior). Előbbiek a felső ikertestektől az oldalsó térdestesthez (corpus geniculatum laterale), és a látóköteghez (tractus opticus) vezetnek, az alsó ikerkarok az alsó ikertesteket a mediális térdestesttel (corpus geniculatum mediale) kötik össze. A középagy elülső részén középen, egy mély árok, a (fossa interpeduncularis) van, amelyet a kétoldali agykocsány (pedunculus cerebri -> tegmentum mesencephali + crus cerebri) határol. Az árok aljzatát sok kis ér fúrja át ezért substantia perforata posteriornak is nevezik. A közös szemmozgató ideg (nervus oculomotorius) [III.] az agykocsány medialis oldalán, egy vályúban (sulcus oculomotorii) lép elő, majd a szivacsos vénás öböl (sinus cavernosus) oldalfalában halad előre.

## A középagy belső szerkezete
A sodorideg magja (nucleus nervi trochlearis)[IV.] a központi szürke állományban van közvetlenül a mediális hosszanti köteg mögött, a középsíkhoz közel. A magból eredő rostok a központi szürkeállományt oldalról és hátulról megkerülik, majd a közvetlenül az alsó ikertest alatt lépnek ki. A sodorideg rostjai teljes egészében átkereszteződnek a felső velővitorla (velum medullare superius) állományában. A háromosztatú agyideg középagyi – a rágóizmok saját reflexeit közvetítő magja - nucleus mesencephalicus nervi trigemini [V.] a Sylvius csatornától (aqueductus cerebri) oldalra található. A felső kisagykocsányok kereszteződése a tegmentum középső részét foglalja el, az aqueductus cerebri előtt. A hálózatos állomány a kereszteződéstől oldalt helyezkedik el. A sötéten festetett állomány (substantia nigra) (színét a sejtjeiben található festékanyag szemcsék adják) egy nagy motoros mag, amely a (tegmentum) és az agykocsány között található végig a középagyban; szerepet játszik az izmok nyugalmi feszességének, az izomtónusnak a beállításában, kapcsolatban áll az agykéreggel, a gerincvelővel és a törzsdúcokkal. Az agykocsány (crus cerebri) fontos leszálló pályákat tartalmaz, a tegmentumtól a substantia nigra választja el. Ezek a leszálló pályák összekötik az agykérget a gerincvelő szürkeállománya elülső oszlopának sejtjeivel, az agyidegek magjaival, a híddal és a kisaggyal. A felső ikertest (colliculus superior), egy nagy szürke mag, ami a megfelelő felszíni kiemelkedés alatt található, szerepet játszik a látási reflexekben. A fényreflex afferens pályarendszerere az oculomotorius paraszimpatikus magjában (Edinger-Westphal-féle mag) végződik. Az innen eredő efferens rostok a közös szemmozgató ideghez (nervus oculomotorius) [III.] csatlakoznak. A közös szemmozgató ideg magja (nucleus nervi oculomotorii) a központi szürkeállományban helyezkedik el a középsíkhoz közel, közvetlenül a medialis hosszanti köteg mögött. A közös szemmozgató ideg magjából eredő rostok a vörös mag (nucleus ruber) állományán keresztül előrehaladnak, és az agykocsány (crus cerebri) mediális oldalán lépnek ki.